# Casa de Hernández
Casa de Hernández es una vivienda ubicada en pleno centro de la capital de Salta, Argentina. Se encuentra en la esquina de las actuales calles La Florida y Alvarado, antiguamente llamadas del Orden y del Buen Retiro. Su construcción data de 1780, posee dos plantas, en la alta funcionaba propiamente lo que era la vivienda y en la planta baja se utilizó para locales comerciales.  Estas casas antiguas eran llamas “casas de zaguán” y poseían doble puerta de entrada y un característico balcón esquinero.  Sus muros están construidos en adobe, cal y canto, madera y cerámicos en pisos y techos. 

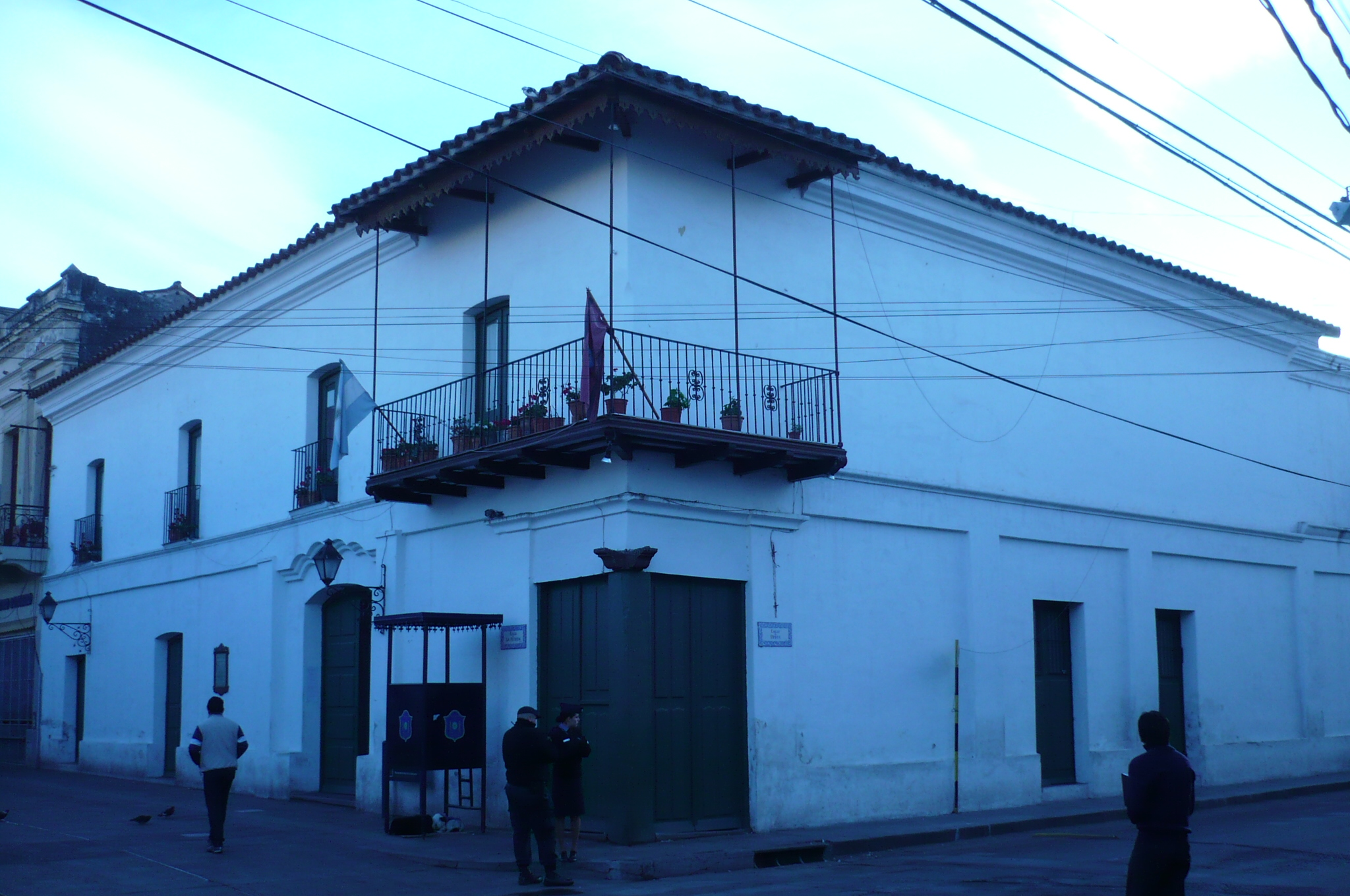
Museo Casa de Hernández

Frente a la casa en el pasado existía una pulpería atendida por su dueño Don Antonio Hernández, es posible que de este derive el nombre que actualmente lleva la residencia y que quedó marcado en la memoria popular. También el nombre podría derivar de quien la construyó el capitán Juan Hernández y Enríquez a finales del siglo XVIII. 
La Vivienda fue declarada Museo de la Ciudad, casa de Hernández en el año 1988 anteriormente ya se la había declarado Monumento Histórico Nacional por el Decreto 1739/79. En el museo se exhiben y recolectan objetos referentes a la historia de la sociedad de Salta.
Hoy en día en la planta baja, llamada Sala Güemes alberga instrumentos musicales representando la música que se escuchaba en los salones entre el siglo XVIII y el XX. En la misma ala pero en la Sala María Teresa Cadena de Hessling se desarrollan muestras temporales. También en el museo existe una biblioteca especializada en Historia del General Martín Miguel de Güemes, Historia de Salta y de autores salteños.
En la planta alta, la Sala de Intendentes, se muestra las transformaciones de la Ciudad contextualizadas en cada momento mediante fotos antiguas y las transformaciones de la arquitectura en la Ciudad.

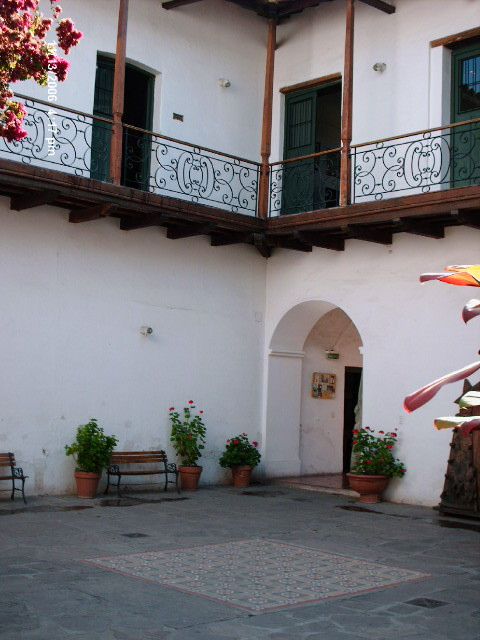
Casa de Hernández IV